# Петроний Пробин (консул 489 года)
Петроний Пробин (лат. Petronius Probinus) — римский аристократ во время правления Одоакра. Он был западным консулом в 489 году (с Флавием Евсевием в качестве восточного коллеги) и видным сторонником антипапы Лаврентия. Пробин считается сыном Руфия Ахилия Меция Плацида, консула 481 года, и отцом Руфия Петрония Никомаха Цетега, консула 504 года.